# Campeonato Africano de Lucha
El Campeonato Africano de Lucha es la competición del deporte de lucha muy importante a nivel africano. Es organizado desde 1969 por la Federación Internacional de Luchas Asociadas (FILA). Actualmente se realiza cada año. 

## Ediciones
| Año y Resultados | Sede                    |
| ---------------- | ----------------------- |
| 1969             | Casablanca ( Marruecos) |
| 1971             | Alejandría ( Egipto)    |
| 1979             | Alejandría ( Egipto)    |
| 1981             | Nabeul ( Túnez)         |
| 1982             | Casablanca ( Marruecos) |
| 1984             | Alejandría ( Egipto)    |
| 1985             | Casablanca ( Marruecos) |
| 1986             | Alejandría ( Egipto)    |
| 1988             | Túnez ( Túnez)          |
| 1989             | El Cairo ( Egipto)      |
| 1990             | Casablanca ( Marruecos) |
| 1992             | Safí ( Marruecos)       |
| 1993             | Pretoria ( Sudáfrica)   |
| 1994             | El Cairo ( Egipto)      |
| 1996             | El Menzah ( Túnez)      |
| 1997             | Casablanca ( Marruecos) |
| 1998             | El Cairo ( Egipto)      |
| 2001             | El-Yadida ( Marruecos)  |
| 2002             | El Cairo ( Egipto)      |
| 2003             | El Cairo ( Egipto)      |
| 2004             | El Cairo ( Egipto)      |
| 2005             | Casablanca ( Marruecos) |
| 2006             | Pretoria ( Sudáfrica)   |
| 2007             | El Cairo ( Egipto)      |
| 2008             | Túnez ( Túnez)          |
| 2009             | Casablanca ( Marruecos) |
| 2010             | El Cairo ( Egipto)      |
| 2011             | Dakar ( Senegal)        |
| 2012             | Marrakech ( Marruecos)  |
| 2013             | Yamena ( Chad)          |
| 2014             | Túnez ( Túnez)          |
| 2015             | Alejandría ( Egipto)    |
| 2016             | Alejandría ( Egipto)    |